# Zaorle (osada w województwie wielkopolskim)
Zaorle – osada w Polsce położona w województwie wielkopolskim, w powiecie rawickim, w gminie Pakosław.